# ユンガス地方

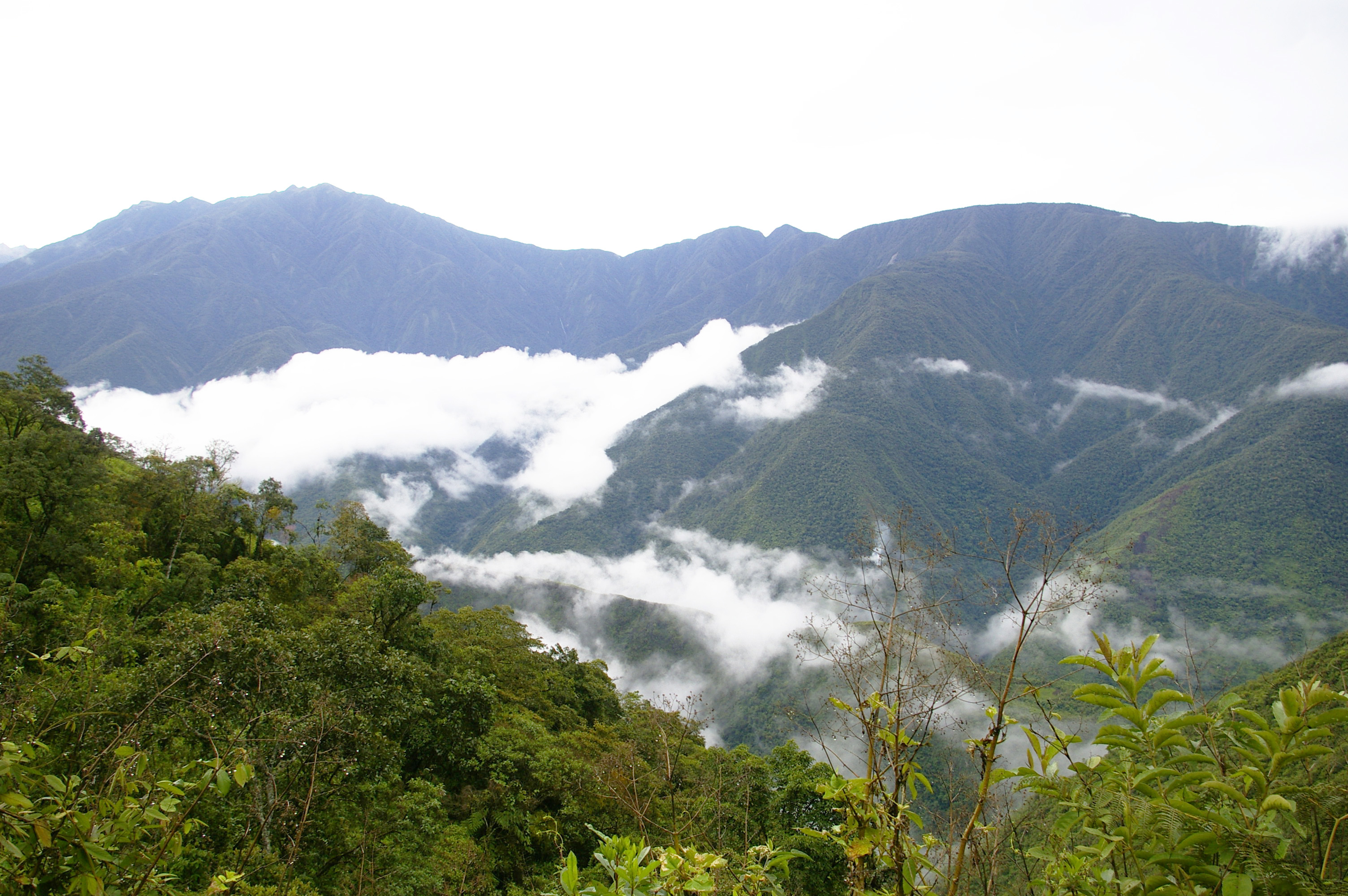
ユンガス地方

ユンガス地方（ユンガスちほう、Los Yungas）は、ボリビアの首都ラパス市の北東にあるラパス県の一地域であり、アンデス山脈の北東山麓にあたる。

## 概要
ラパスの北東から南への狭い地域はユンガス (西: Yungas) と呼ばれる生態系によって、高地のアルティプラーノ (Altiplano) や低地の熱帯ボリビアと区別される。豊富な降水量による霧と湿度で知られる雲霧林が広がる地域で、沸き立つような樹木に覆われた山肌と絶壁や滝を含むベニ川（アマゾン川の支流、マデイラ川源流）の流域で海抜600mから2,500mの間に位置している。ここにはボリビアで最も豊かな生態系が広がる。
この温暖なユンガス地方では、コカ、コーヒー、サトウキビ、バナナ、パパイヤ、lacayotes（カボチャの一種）、lúcumas（熱帯産フルーツの一種）、アマランサス、achupallas や bromelias（パイナップル科の植物で帽子 (西: Chupalla) の材料）、トウモロコシ等が台地や段々畑で栽培されている。

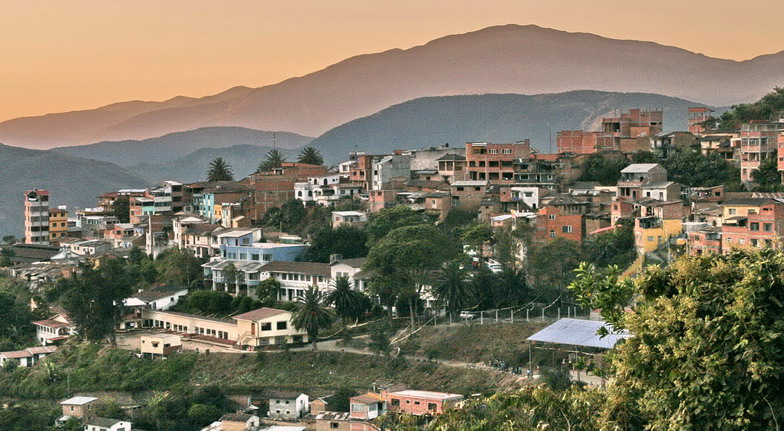
コロイコ

主な都市
- コロイコ (西: Coloico) - 北部ユンガス、海抜1,525m、人口約2,000人。ラパスから約80km。※プロビンシア名は北ユンガス (Nor Yungas) 。
- カラナビ (西: Caranavi) - ユンガス地方の最大都市、海抜976m、人口約50,000人、ラパスから約160km。※プロビンシア名はカラナビ (Caranavi) 。
- チュルマニ (西: Chulumani) - 南部ユンガス、海抜1,740m、人口約13,000人、ラパスから約120km。※プロビンシア名は南ユンガス (Sud Yungas) 。

自然
- コタパタ国立公園 (PN y ANMI Cotapata)  - コロイコの西に広がる自然保護区。約60,000ha。海抜1,000mから5,900m[1]。

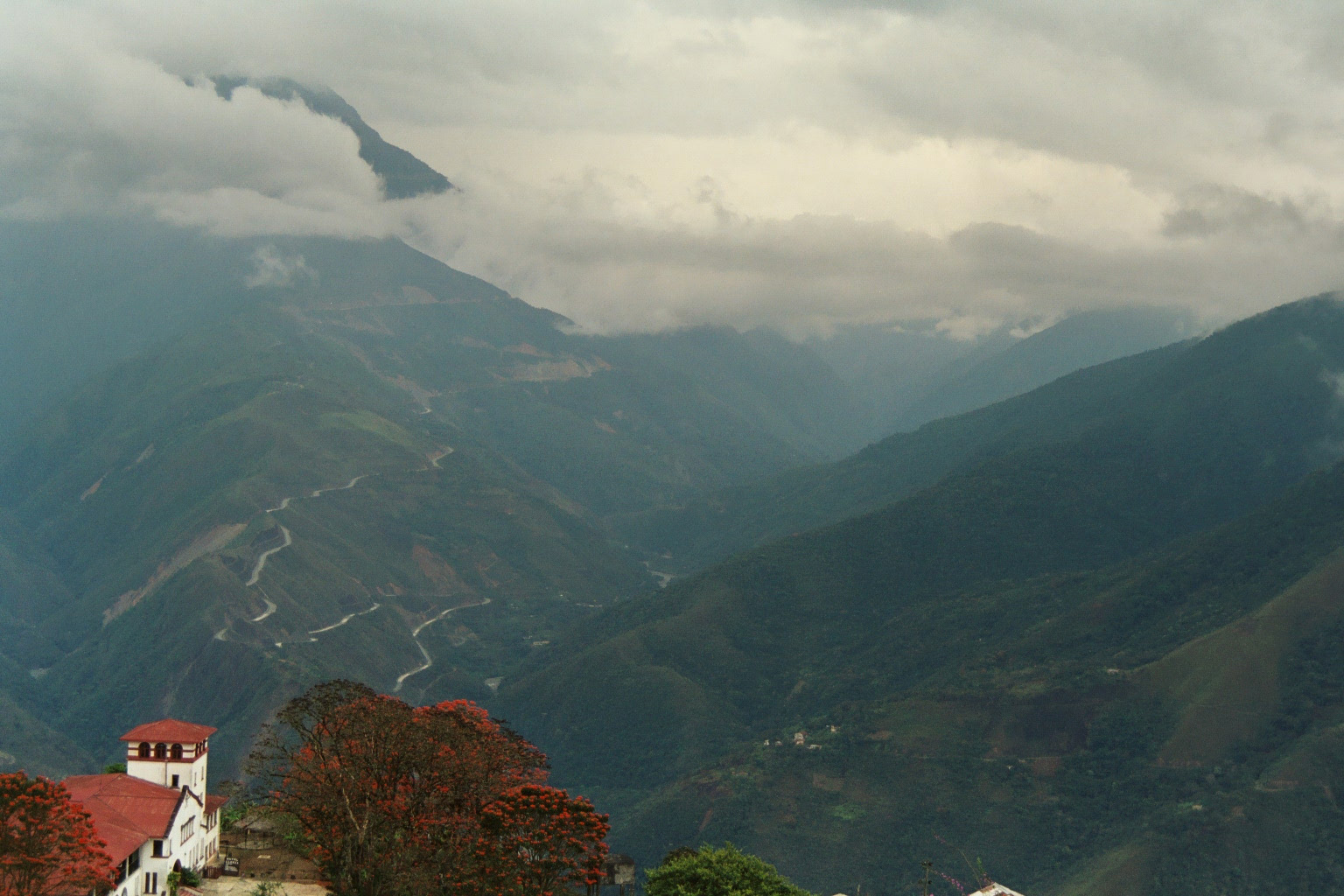
コロイコから望む新しい国道3号（2003年）

## 交通
- 北部ユンガス - ラパスからの保養地でもあり、悪名高いユンガスの道 (Norte Carretera de Los Yungas) が農産物の輸送の大きな妨げになっていたため、1998年に国道3号に指定された新しい道路が旧道から大きく北へ迂回して、計画から20年の工期を経て2006年に完成。最高地点はクンブレ (La Cumbre) で海抜4,666m。2006年12月の時点でラパスからカラナビへの約160kmは2車線の舗装道路になった[2]。
- 南部ユンガス - 国道25号が繋いでいるが、北部に比べて道路の規格は劣る[2]。

## 文化
民俗学的にはユンガスの住民は、スペイン植民地時代の高地ペルー（現在のボリビアとほぼ一致する）における鉱山ミタ制度に使役された奴隷アフリカ人に始まり、ボリビアアンデス山脈の東の雲霧林地域に定住したアフリカ系ボリビア人が混ざっている。 
そのためユンガスの熱帯地域では黒人系の文化が形作られている。